# Jastrzębiowate
Jastrzębiowate (Accipitridae) – rodzina ptaków z rzędu szponiastych (Accipitriformes). 

## Występowanie
Występują na całym świecie. 

## Cechy charakterystyczne
- zróżnicowana wielkość (od jaszczurnika, który ma 22 cm długości, po sępa kasztanowatego o długości 120 cm)
- samice zazwyczaj większe niż samce
- upierzenie zazwyczaj ciemne, często z podłużnym wzorem
- u wielu gatunków występuje kilka odmian barwnych
- odżywiają się pokarmem zwierzęcym. Najczęściej polują na kręgowce, pożerają ich padlinę lub też zjadają owady
- wyprowadzają jeden lęg w roku składający się z 1 do 6 jaj
- wysiadywanie trwa dość długo (do 7 tygodni)

## Systematyka
Rodzinę jastrzębiowatych dzieli się na trzy podrodziny:
- Elaninae Blyth, 1851 – kaniuki
- Gypaetinae Bonaparte, 1831 – orłosępy
- Accipitrinae Vigors, 1824 – jastrzębie